# Giorgia Meloniová
Giorgia Meloniová (nepřechýleně: Meloni, * 15. ledna 1977 Řím) je italská politička a novinářka, od října 2022 předsedkyně italské vlády, jakožto první žena v tomto úřadu. Od dubna 2014 je předsedkyní strany Bratři Itálie, když nahradila Ignazia La Russeho. V letech 2008–2011 byla ministryní pro mládež ve čtvrté vládě Silvia Berlusconiho za stranu Lid svobody.
Poslankyní italské poslanecké sněmovny je od parlamentních voleb 2006, ve kterých kandidovala v obvodě Lazio 1. Do parlamentu byla znovuzvolena v roce 2008 za obvod Lazio 2, roku 2013 za obvod Lombardia 3 a v roce 2018 za obvod Latina.
V roce 2021 začala být vzhledem k vzestupu preferencí její politické strany Bratři Itálie považována za možnou kandidátku na premiérku. V předčasných parlamentních volbách 25. září 2022 její strana zvítězila a 22. října téhož roku složila přísahu do rukou prezidenta Sergia Mattarelly jako nová předsedkyně vlády. V této funkci je historicky první ženou.

## Životopis
Byla vychována matkou samoživitelkou a sama je svobodnou matkou dcery, jejímž otcem je bývalý přítel Andreou Giambrunoe.
Angažovat v politice se začala již v patnácti letech, kdy se stala členkou Italského sociálního hnutí založeného bývalými fašisty a spolupracovníky Benita Mussoliniho, kterého v té době obdivovala a chválila.
V říjnu 2023 se rozešla se svým dlouholetým přítelem Andreou Giambrunem, zaměstnáním moderátorem TV, který veřejně během vysílání činil kolegyni nemravné sexuální návrhy.

## Politické postoje
Pozorovatelé označili politické postoje Meloniové za krajně pravicové; v srpnu 2018 napsal Friedel Taube v Deutsche Welle, že „Giorgia Meloniová má dlouhou historii v krajně pravicové politice“.

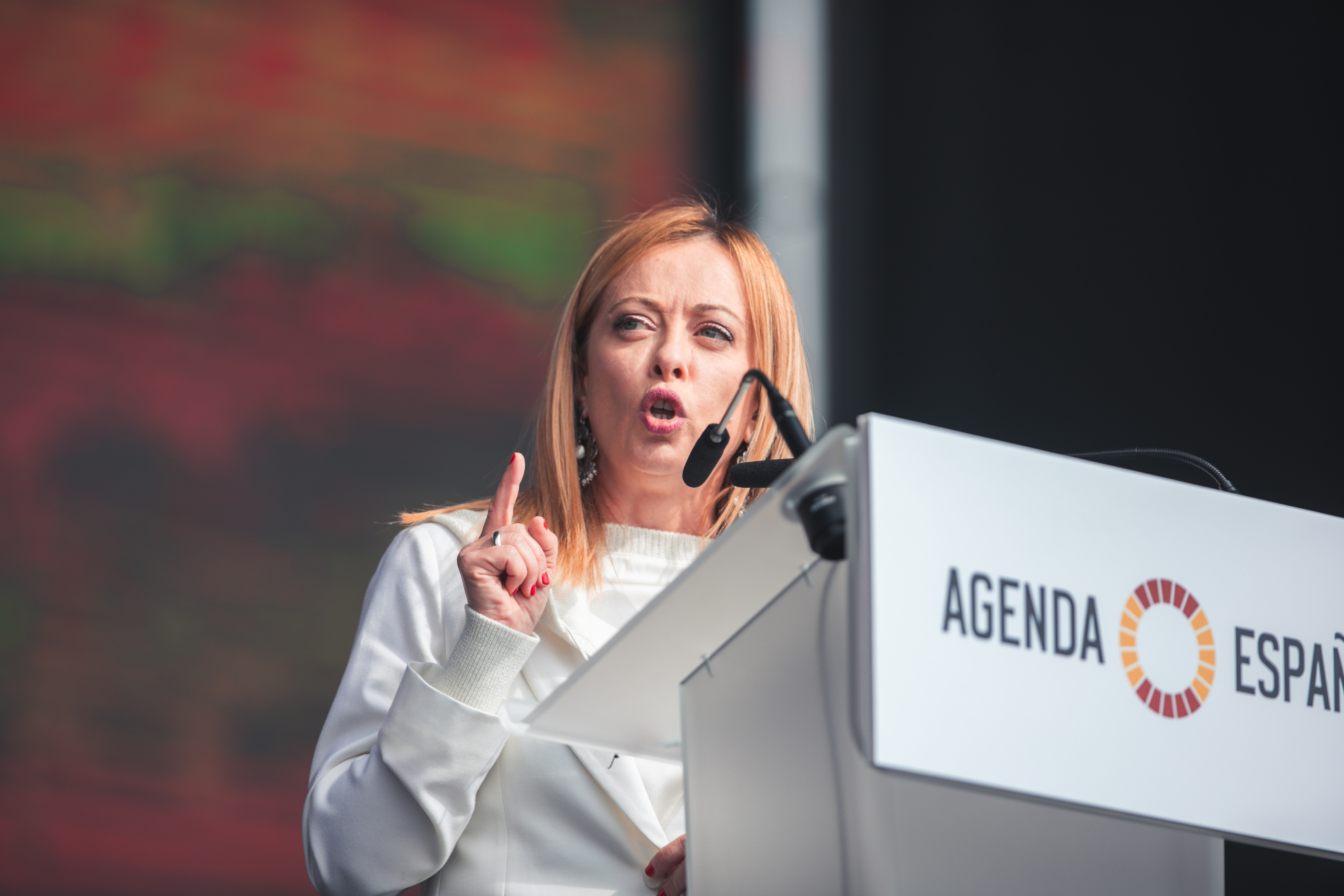
Giorgia Meloniová při projevu na shromáždění strany Vox ve španělské Malaze

V rozhovoru s Nicholasem Farrellem z The Spectator v červenci 2022 odmítla popis své politiky jako krajně pravicové, označila jej za pomlouvačnou kampaň svých odpůrců a jako jeden ze svých vlivů uvedla britského konzervativního filozofa Rogera Scrutona. Sama sebe označila za mainstream konzervativce. Kromě toho byla označována za tvrdou pravičačku, pravicovou populistku a nacionalistku.
Meloniová byla popisována jako osoba blízká Viktoru Orbánovi, maďarskému premiérovi a vůdci strany Fidesz, a politické straně Vox ve Španělsku, představitelům strany Právo a spravedlnost v Polsku a Republikánské strany ve Spojených státech amerických. Svou politickou stranu Bratři Itálie (FdI) označila za mainstreamovou konzervativní stranu a bagatelizovala její postfašistické kořeny. Krátce po volbách v roce 2022, ve kterých zvítězila, oznámila, že chce vládnout jako ,,naši přátelé v České republice a v Polsku", tedy jako sesterské strany ODS a PiS. Politika obou zmíněných stran se přitom v některých bodech značně liší, zejména v kulturních otázkách. Je zastánkyní prezidencialismu a podporuje změny italské ústavy.

### Sociální otázky
Meloniová se vyjádřila proti potratům, eutanazii a zákonům uznávajícím manželství osob stejného pohlaví a sama sebe označuje za „prorodinnou“. Řekla, že by „neměnila“ zákon o potratech v Itálii, ale chtěla by více uplatňovat část zákona „o prevenci“, jako je povolení lékařům odmítnout jejich provedení (výhrada svědomí proti potratům). Rovněž prohlásila, že uznávání svazků osob stejného pohlaví je v Itálii dostatečně dobré, a řekla, že to je něco, co by neměnila; v roce 2016 sice řekla, že bude respektovat zákon, pokud bude zvolena starostkou Říma, ale podpořila referendum o zrušení zákona o občanských svazcích. Na shromáždění na náměstí Piazza del Popolo v říjnu 2019 vystoupila proti rodičovství osob stejného pohlaví; její projev se stal virálním na italských sociálních sítích. Během rozhovoru pro italský televizní pořad Le Iene v únoru 2016 rovněž uvedla, že by „raději neměla homosexuální dítě“.
Postavila se proti Mancinovu zákonu z roku 1993, který se týkal nenávistných projevů. Je proti DDL Zan, zákonu proti homofobii, který by rozšířil Mancinův zákon na diskriminaci LGBT a v roce 2020 prohlásila, že „v Itálii neexistuje žádná homofobie“. Je také proti náhradnímu mateřství, kterému se v italštině pejorativně říká utero in affitto, a v parlamentu prosadila zákon, který by z něj učinil „všeobecný zločin“. Meloniová podporuje antigenderové hnutí, vycházející z katolické teologie 90. let 20. století, které odsuzuje společenské postoje neschválené katolickou církví, včetně genderových studií, a je skeptická k tomu, co nazývá „genderovou ideologií“; podle ní se vyučuje ve školách a útočí na ženskou identitu a mateřství. Podporuje změnu italské ústavy, která by znemožnila adopci dětí páry stejného pohlaví. V březnu 2018 kritizovala společnost The Walt Disney Company za rozhodnutí představit v hudebním fantasy filmu Ledové království II homosexuální pár. Na Facebooku napsala: „Dost! Už toho máme dost! Dejte ruce pryč od dětí.“

### Feminismus

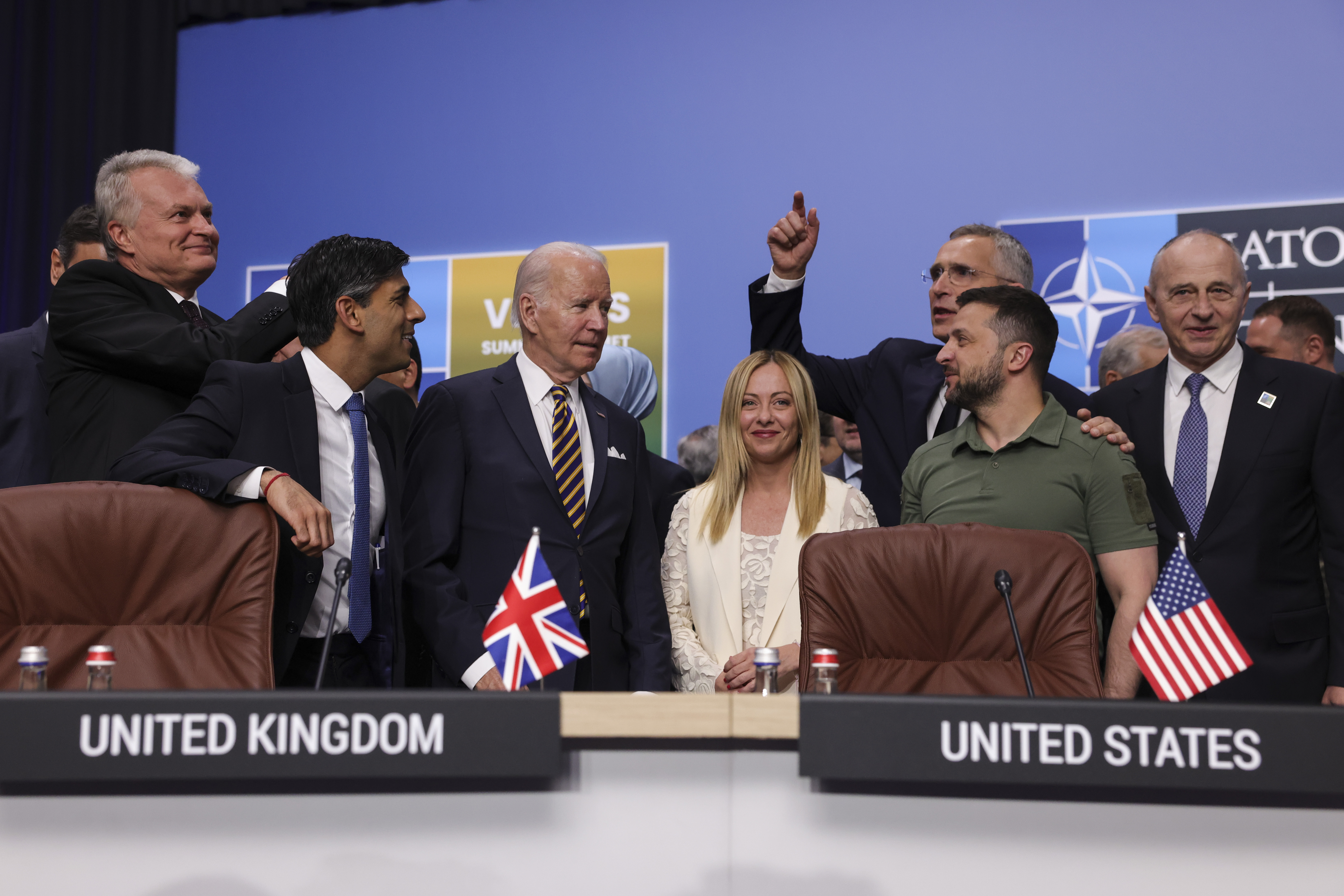
Meloniová, americký prezident Joe Biden, britský premiér Rishi Sunak a ukrajinský prezident Volodymyr Zelenskyj na summitu NATO ve Vilniusu v červenci 2023

Ve své knize We Believe z roku 2011 napsala: „Jsem pravicová žena a hrdě podporuji ženská témata. V posledních letech jsme musely snášet opovržení a rasismus ze strany feministek. Možná, že pokud je feminismus pojímán tímto způsobem, jde spíše o ideologii než o gender a podstatu.“ Je proti růžovým kvótám a odmítá, že by byla proti ženám, jak ji někteří kritici obviňují. Giorgia Serughettiová, politická filozofka a autorka knihy The Conservative Wind, uvedla, že femonacionalismus Meloniové vyhovuje.
O možnosti, že by se stala první ženou na postu italské premiérky, se hojně diskutovalo před italskými parlamentními volbami v roce 2022 i po nich. Některé ženy to vzhledem k jejím politickým postojům nevnímaly jako vítězství, jiné to viděly alespoň částečně pozitivně a několik dalších ji označilo za feministku, přestože toto označení odmítla. Před volbami se k tomu vyjádřila bývalá americká ministryně zahraničí Hillary Clintonová: „Zvolení první ženy premiérkou v zemi vždy představuje rozchod s minulostí, a to je jistě dobře.“ To vyvolalo reakci některých kritiků a pozorovatelů, včetně historiků Ruth Ben-Ghiatové a Davida Brodera. Ben-Ghiatová napsala: „Meloniová by také představovala kontinuitu s nejtemnější epizodou Itálie.“ Politička zase prohlásila, že je připravena vládnout, a kritizovala feministky.